# 秋葉康弘
秋葉 康弘（あきば やすひろ、1955年10月12日 - ）は、日本の裁判官、検察官。高松高等裁判所長官を最後に退官し、中央大学大学院法務研究科教授。

## 人物・経歴
北海道夕張市出身。1979年東北大学法学部卒業。東京地方検察庁検事、裁判所書記官研修所教官、司法研修所教官、仙台高等裁判所事務局長、福島地方裁判所所長等を経て、2014年東京高等裁判所部総括判事。2018年高松高等裁判所長官。2020年退官。2021年中央大学大学院法務研究科教授。専門は刑事法学。

## 主な判決
- 足立区女性整体師刺殺事件（全国初の裁判員裁判）[8]
- 新世事件